# Quatro Mundos
Os Quatro Mundos (em hebraico:  עולמות Olamot / Olamos, singular: Olam עולם), às vezes contados com uma etapa anterior para fazer Cinco Mundos, são as categorias abrangentes dos reinos espirituais na Cabalá na cadeia descendente da Existência.
O conceito de "mundos" denota a emanação da força vital criativa do Ein Sof Infinito Divino, através de progressivos, inúmeros tzimtzumim (ocultações / véus / condensações). Como tal, Deus é descrito como o "O mais escondido de todos os ocultos", e  Olam  é etimologicamente relacionado a, e às vezes escrito como, עלם (Noun: העלם Helem significa "ocultação"). Enquanto esses obscurecimentos formam diferenciados em inumeráveis níveis espirituais, cada um dos  Mundos / Reinos em particular, no entanto, através da mediação das sefirot (atributos divinos), emergem cinco mundos abrangentes. Os reinos "mais elevados" significam metaforicamente uma maior revelação da luz Divina Ohr em uma proximidade mais aberta à sua fonte, os reinos "inferiores" são capazes de receber apenas um fluxo criativo menor. Os mundos são vestimentas do Ein Sof, e o Pensamento hassídico interpreta sua realidade como aparente apenas para a Criação, enquanto o Infinito Divino "do alto" preenche todos os outros.
Como cada sefirá em particular domina um reino, o quinto mundo primordial, Adam Kadmon, é então frequentemente excluído por sua transcendência, apenas os quatro Mundos subsequentes são geralmente mencionados. Seus nomes são tirados da passagem em Isaías 43:7, "Todo aquele que é chamado pelo Meu nome e pela Minha glória (Atzilut "Emanação"), Eu "criei"(Beriá "Criação"), Eu "formei" (Yetzirá "Formação"), Eu "fiz" (Assiyá Ação). Abaixo de Assiyá, o mundo espiritual mais baixo, é "Assiyah Gashmi" (Assiyá "Físico"), nosso Universo Físico, que contém suas últimas duas emanações as sefirot (Yesod e Malkut). Coletivamente, os Quatro Mundos também são chamados de ABYA, formado de suas letras (cartas) iniciais. Além do papel funcional que cada Mundo tem no processo de Criação, eles também incorporam dimensões da consciência dentro da experiência humana.

## Enumeração
Os mundos são formados pela Ohr Mimalei Kol Olmin, a luz criativa divina que "preenche todos os mundos" de forma imanente, de acordo com sua capacidade espiritual específica de receber. Os dez atributos (sefirot) e as doze personas básicas dos partzufim brilham em cada mundo (embora ainda não manifestamente em Adam Kadmon), bem como nas manifestações divinas mais específicas. Na Cabalá Luriânica, os partzufim interagem dinamicamente uns com os outros, em níveis sublimes são cercados dentro de existências inferiores, como sua alma escondida. No entanto, em cada mundo, predominam predominantes sefirot e partzufim. Os Cinco Mundos em ordem decrescente.
1. Adam Kadmon (A"K, אָדָם קַדְמוֹן) significa Homem Primordial. Na metáfora antropomórfica "Adam" denota a configuração Yosher (Vertical) das sefirot na forma do Homem, embora ainda não se manifeste. "Kadmon" significa "primário de todas as primárias". A primeira emanação prístina, ainda unida com o Ein Sof. Adam Kadmon é o reino de Keter Elyon (Coroa Suprema da Vontade), "a luz lúcida e luminosa" (Tzachtzachot), "as sefirot lúcidas puras que estão escondidas e ocultadas" "No potencial". Contendo o surgimento da Criação futura, é a luz divina sem vasos, a manifestação do plano divino específico para a Existência, dentro da Criação (após o Tzimtzum na Cabalá Luriânica). No Lurianismo, as luzes de A"K precipitam-se em Tohu e Tikun. Como Keter é elevado acima das sefirot, então Adam Kadmon é Supremo acima dos Mundos, e geralmente apenas quatro mundos são mencionados.
2. Atziluth (אֲצִילוּת), que significa Mundo da Emanação. Neste nível, a luz de Ein Sof (Infinito Divino “sem fim”) irradia e ainda está unido à sua fonte. Esta revelação Supernal, portanto, impede as almas e emanações divinas em Atzilut de sentir sua própria existência. Em Atzilut as dez sefirot emergem em revelação, no domínio de Hokmá (Sabedoria), tudo é anulação da essência (Bitul HaEtzem) para a Divindade, não considerada-se criada e separada. A última sefirá Malkut (Reino) é o “discurso divino” de Gênesis I, através do qual os mundos inferiores são sustentados.
3. 'Beri'ah' (בְּרִיאָה) ou alternativamente[4] Beriá (בְּרִיָּה), significando Mundo da Criação. Neste nível o primeiro conceito é o de criação ex nihilo (Ayin e Yesh), no entanto, sem corpo nem forma, embora as criações em Beriá sintam sua própria existência, ainda que na anulação do ser (Bitul HaMetzius) a respeito da Divindade. Beriá é o reino do "Trono Divino", denotando a configuração das sefirot de Atzilut descendo em Beriá como um Rei em um Trono. A sefirá Biná (Entendimento) é seu domínio, o Intelecto divino. também chamado de “Jardim superior do Éden”. Os Anjos da posição mais alta se encontram em Beriá.[5]
4. 'Yetzirá' (יְצִירָה), significa Mundo da Formação. Neste nível, o ser criado assume corpo e formato. As sefirot emocionais de Hesed à Yesod predominam, as almas e anjos de Yetzirá adoram através da emoção e do esforço divino, ao sentirem sua distância do Entendimento de Beriá. Estes ascensos e descensos canalizam a vitalidade divina através dos mundos, promovendo o propósito divino. Portanto, em Yetzirá os principais anjos são, os Serafim, denotando sua consumação ardente na emoção divina. Também chamado de “Jardim inferior do Éden”.[5]
5. 'Assiyá' (עֲשִׂיָּה), significa Mundo da Ação. Nesse nível, a criação é completada, diferenciada e particularizada, devido ao encobrimento e à diminuição da vitalidade divina. No entanto, ainda está no nível espiritual. Os anjos de Assiyá funcionam em um nível ativo, como o predomínio da sefirá Malkut (Reino das realizações). Abaixo do espiritual Assiyá é o Assiyá Gashmi (Assiyá Físico), o último, mais baixo reino da existência, nosso Universo material com todas as suas criações. As duas últimas sefirot de Assiyá Hod e Yesod canalizam a força vital para o Assiyá físico.

## Significado

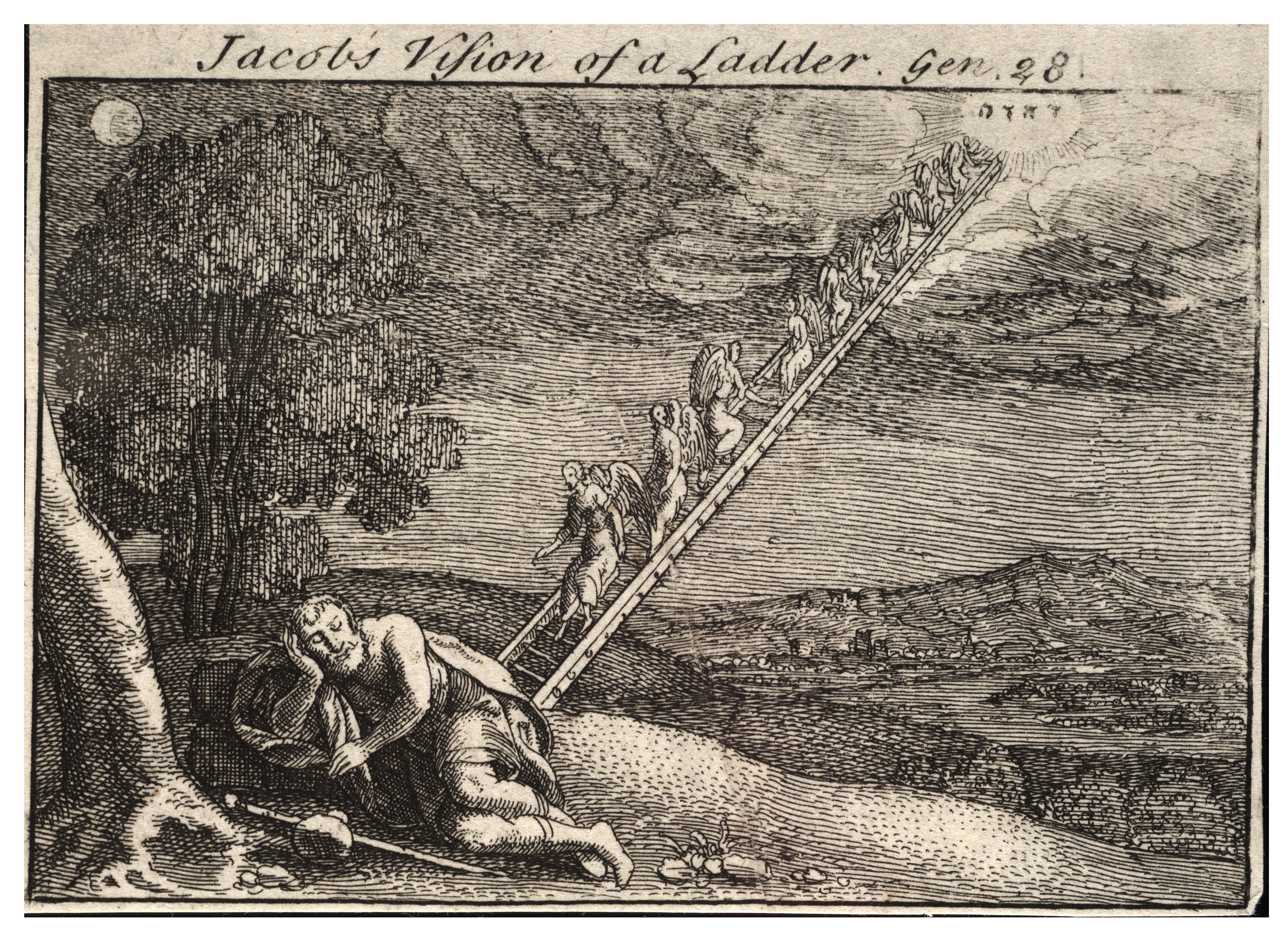
A visão de Jacó no Gênesis 28:12 de uma escada entre o Céu e a Terra. Na interpretação Cabalística, as quatro principais divisões da Sulam -escada são os Quatro Mundos e a hierarquia angelical incorpora as dimensões externas dos vasos e luzes, enquanto as almas incorporam dimensões internas.

Esses Quatro Mundos são espirituais, reinos celestiais em uma cadeia descendente, embora o mundo mais baixo de Assiyá tenha um aspecto espiritual e físico. O nível físico de Assiyá é o nosso reino físico finito, incluindo o universo cosmológico estudado pela Ciência. Consequentemente, como a Cabalá é um estudo metafísico, sua referência a Ohr (“luz”) é uma metáfora para a emanação divina, e os termos “acima / superiores” e “abaixo / inferiores” são metáforas para aproximarem-se mais e mais da consciência e revelação divina.
A sistematização do século XVI da Cabalá por Moshe Cordovero trouxe as interpretações e as escolas precedentes para sua primeira síntese racional completa. Doutrinas subsequentes da Cabalá de Isaac Luria, descrevem um Tzimtzum inicial (retirada da consciência divina universal que precedeu a Criação) para “permitir um espaço vazio” para seres criados em níveis inferiores de consciência. Níveis mais baixos de consciência exigem a autopercepção da existência independente, pelos seres criados de cada nível, para evitar a perda de identidade antes da magnificência de Deus. Essa ilusão aumenta com mais força à cada reino descendente subsequente. O número de graduações entre o Infinito e o finito, também é infinito, e surge de inumeráveis e progressivamente intensos ocultamentos da luz Divina. No entanto, os quatro mundos representam as categorias fundamentais da consciência divina uma da outra, que delineiam suas quatro descrições. Consequentemente, cada mundo também representa psicologicamente um nível espiritual de ascensão na consciência humana, à medida que se aproxima do Divino.
A Cabalá distingue dois tipos de luz divina que emanam através das dez Sefirot (emanações divinas) do Infinito (Ein Sof), para criar ou afetar a realidade. O fluxo contínuo de uma luz inferior imanente (Mimalei Kol Olmin), a luz que “preenche todos os mundos” é a força criadora em cada mundo descendente que Ela mesmo traz continuamente a partir do nada, tudo nesse nível de existência é essa luz que sofre os ocultamentos e contrações à medida que desce para o abaixo para criar o próximo nível e se adapta à capacidade de cada ser criado em cada nível (degrau). Uma luz superior transcendente (Sovev Kol Olmin), a luz que “circunda todos os mundos” seria a manifestação em um nível particular de uma luz superior acima da capacidade desse reino de conte-la. Isto é, em última instância, enraizada na luz infinita (Ohr Ein Sof) que precedeu a Criação, o Tzimtzum e as Sefirot, em vez da fonte da luz imanente no “Kav” (primeira emanação da criação após o Tzimtzum), nos Ensinamentos de Isaac Luria. Consequentemente, todos os mundos são dependentes de sua existência contínua no Shefa da Divindade que eles constantemente recebem da Vontade Divina de criá-los. A criação é contínua. A faculdade da Vontade Divina é representada nas Sefirot  (dez emanações divinas) pela primeira, Sefirá supra-consciente “Keter” - Coroa, que transcende as nove sefirot inferior do intelecto consciente e das emoções. Uma vez que a vontade divina é manifestada, ela eleva a criação através do intelecto divino e subsequente a emoção divina, até que ela resulte em ação. A referência à causa e o efeito temporal é em si mesma uma metáfora. A psicologia do homem também reflete a psicologia divina das Sefirot, como “O homem é criado à imagem de Deus” (Gênesis 1: 27). No homem, a ativação da força de vontade através do intelecto e da emoção até a ação, exige tempo e causa e efeito subsequentes. Nas sefirot divinas e sua ativação da criação, isso não se aplica, uma vez que as limitações só se aplicam à criação.
O livro de Jó afirma que "da minha carne eu vejo Deus". Na Cabalá e no Hassidismo entende-se que se refere à correspondência entre a psicologia divina dos Quatro Mundos e as Sefirot, com a psicologia humana e as sefirot na alma do homem. Ao entender a descrição cabalística da alma humana, podemos entender o significado do esquema divino. Em última análise, isso é visto como a razão pela qual Deus escolheu emanar Sua Divindade através das dez Sefirot, e escolheu criar a cadeia correspondente de Quatro Mundos (chamado de Seder hishtalshelus - ordem de desenvolvimento). Ele poderia ter escolhido para colmatar o fosso infinito entre o Ein Sof e o Nosso Mundo por um salto do decreto Divino. Em vez disso, as Sefirot e os Quatro Mundos permitem que o homem compreenda a Divindade através da manifestação divina, entendendo-se. O versículo do Livro de Gênesis desta correspondência também descreve a metade feminina da Criação: "Então Deus criou o homem à Sua própria imagem, à imagem de Deus Ele criou, homem e mulher criou-os" (Gênesis 1: 27). Consequentemente, algumas das Sefirot são femininas, e a Shekiná  (presença divina iminente) é vista como feminina. É a relação íntima entre o esquema divino de Quatro Mundos e o Homens, que permite a ascensão do homem mais facilmente à consciência divina de (devekut - adesão - equivalência de forma).

## Correspondências
| Mundo:                         | Descrições: | Sefirá dominante:                                                                                              | Letras do Tetragrama:                                                                       | Nível da Alma:                                                                                         | Nível da Torá-PaRDeS:                                                                                        | Outras associações: |
| ------------------------------ | --- | --- | ------------------------------------------------------------------------------------------- | --- | --- | --- |
| Adam Kadmon "Homem Primordial" | Forma primária do Kav. Acima da consciência. Sefirot escondida. Potencial Latente. Tetragrama. Unidos com Ein Sof. Intuição divina. Luz pura, sem vasos.                                  | Kether -Coroa Em relação à vontade inerente dos quatro mundos de criar. Revelado em Keter - Vontade de Atzilut | Ápice no alto י Yud Acima de representação. Aludido por espinho.                            | Yehidá-Singular. Essência da Alma. União com Deus.                                                     | Sod Sh'b'Sod Segredo dentro do segredo. Reflete Atzmut-Essência Alma interior da Torá. Yehidá-fonte de Torá. | Além de todos os nomes. Incluindo todos os nomes. Além da polaridade boa.                                                 |
| Atziluth "Emanação"            | De Tohu a Tikun. Sefirot reveladas. Primeira percepção. Iluminação irrestrita. Percepção divina. Sem autoconsciência. Anulação da Essência. Toda Divina.                                  | Hokmá-Sabedoria. Fonte de intelecto. Partzuf de Abba- Pai.                                                     | י Yud Ponto adimensional. Primeira iluminação-macho. Ponto no palácio.                      | Hayá-Vida. Alma envolvente. Consciência espiritual.                                                    | Sod-Segredo. Cabalá. Alma da Torá. Hayá- Sabedoria da Torá.                                                  | '"Mundo escondido" em Beriá. Nome Divino ע״ב. O divino Bem. Ayin-Nada. Rolo da Torá Ta'amim-Notas.                        |
| Beri'ah "Criação"              | Existência sem forma. Primeira autoconsciência. Parsá-Véu de Atzilut para Beriá. Intelecto Divino. Anulação do Ser. Primeira percepção da criação. Trono Divino. Jardim Superior do Éden. | Biná-Entendimento. Compreensão do intelecto. Partzuf de Imma - Mãe.                                            | ה He Superior. Expansão dimensional. Vaso do intelecto-feminino. Palácio.                   | Neshamá-fôlego. Intelecto divino na alma. Maior potencial internalizado. A respiração é internalizada. | Drush-Homilético. Midrash. Neshamá-Compreensão da Torá. Aggadá alude à Cabalá.                               | Nome divino ס״ג. Principalmente bom. Pouca fonte potencial de mal. Vestido de pensamento. Rolo da Torá Nequdot-Vogais.    |
| Yetzirá "Formação"             | Existência geral. Emoções Divinas. Esforçando-se pela ascensão. Consciência do afastamento. Auto-anulação ativa. Formas arquetípicas. Jardim Inferior do Éden.                            | Midot-seis emoções de Hesed a Yesod. Centralizando o Círculo em Tiferet. Partzuf de Zeir Anpin-Filho.          | ו Vav. Iluminação descendente. Revelação emocional-masculina. Revelando Da'at-Conhecimento. | Ruah-Espírito. Emoções divinas na alma. Potencial espírito internalizado. Movimento emocional.         | Remez-Sugestão. Ruah-Emoções da Torá. Alma de significado simples. Algunscomentários da Torá.                | Mundo Revelado de Asiyá. Nome Divino מ״ה. Igualidade potencial entre bom e mau. Vestido de fala. Rolo da ToráTagin-Coroa. |
| Assiyá "Ação"                  | Existência particular. Ação divina Ocultação de Deus. 1 Asiyah Ruchni- Espiritual. Abaixo dela: 2 Asiyah Gashmi- Físico. Propósito da criação.                                            | Malkut-Reino. Cumprimento em ação. Partzuf de Nukvá-Filha. Shekiná- Presença Divina.                           | ה He inferior. Expansão dimensional. Vaso de emoções-Feminino. Nutre a ação.                | Nefesh-Força vital. Vitalidade das ações. Envolvido pelo corpo.                                        | Pshat-Simples. Nefesh -Fisicalidade da Torá. Halacá e as Narrativas da Torá.                                 | Nome divino ב״ן. Principalmente mal - pouco bom. Vestido de ação. Rolo da Torá Otiyot - Letras.                           |

## Galeria de fotos

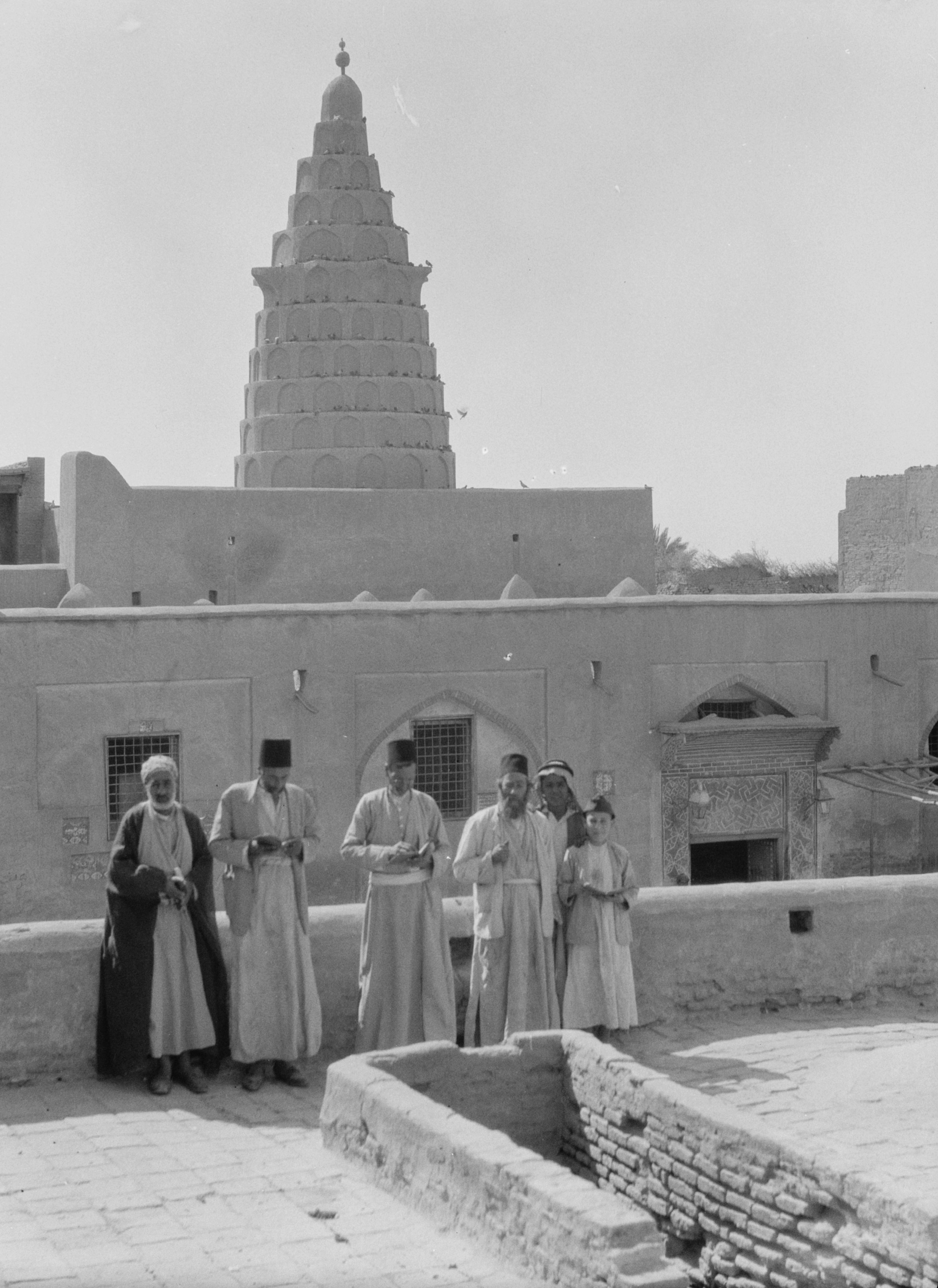
Túmulo de Ezequiel no Iraque. Ezequiel visão da carruagem Divina Merkabah,[7] e a visão de Isaías do Kisei HaKavod - Trono da Glória,[8] estão relacionados na Cabalá ao contemplar os Quatro Mundos" de Yetzirá, e de Beriá